# Rudolf Svoboda (architekt)
Rudolf Václav Svoboda (28. března 1882, Velká Buková u Křivoklátu – 1969, tamtéž) byl český stavitel a architekt působící zejména v Praze ve druhém a třetím desetiletí 20. století.

## Dílo

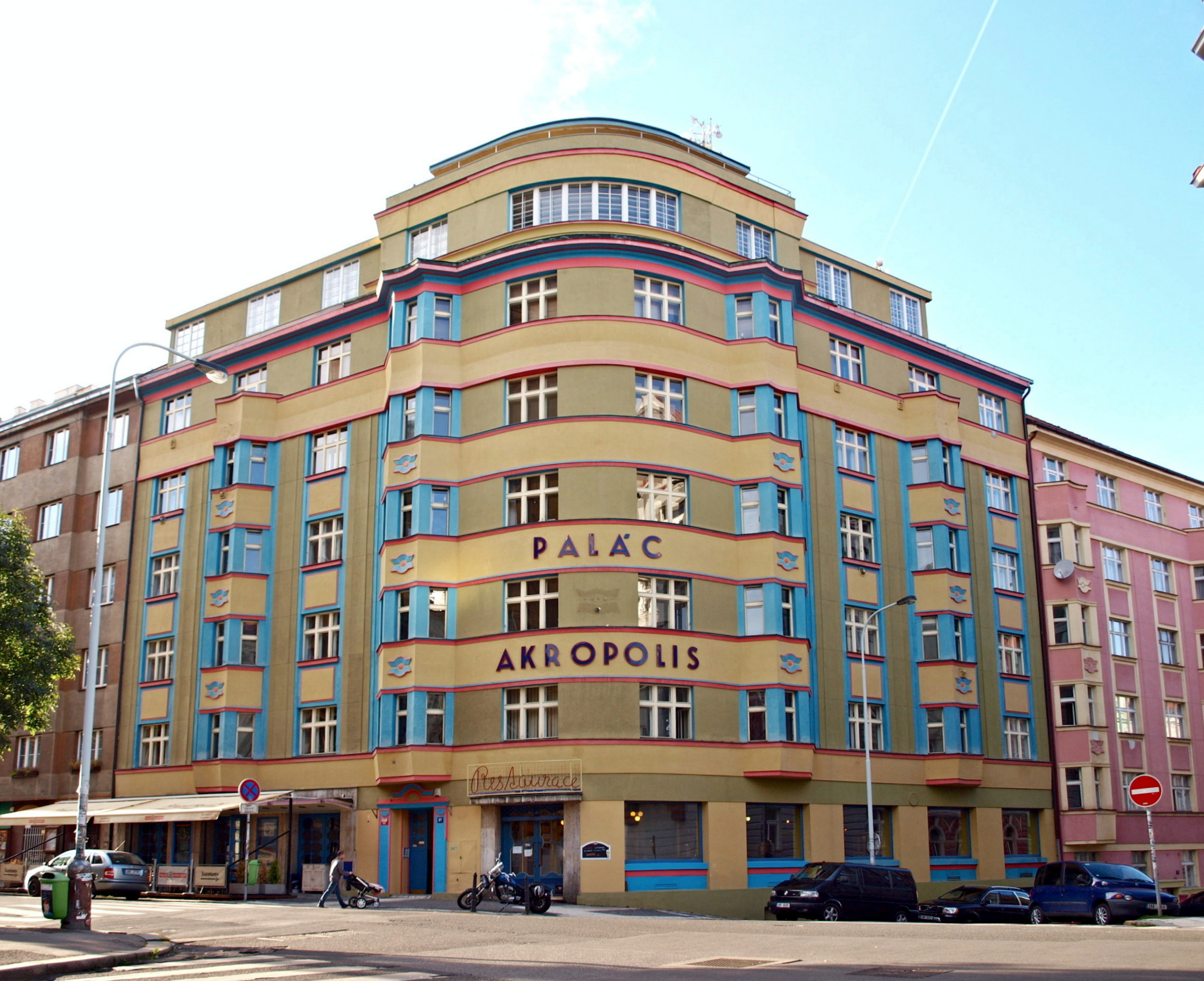
Žižkovský Palác Akropolis

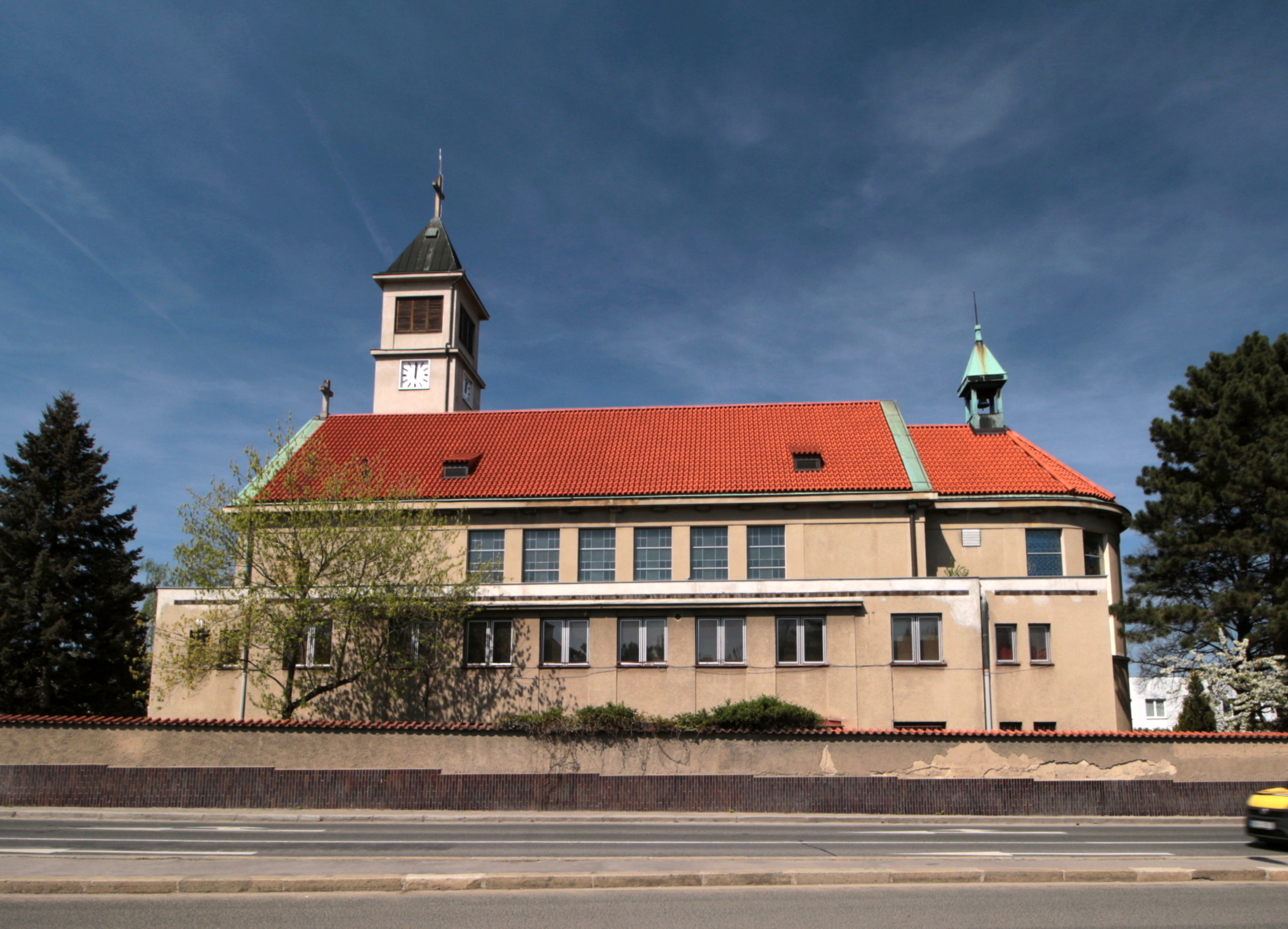
Kostel Panny Marie Královny míru v Praze-Lhotce

Projektoval a stavěl několik domů zejména na pražském Žižkově, kde také bydlel. Prvním z nich byl dům čp. 1421 v žižkovské Ševčíkově ulici z roku 1922. V roce 1923 společně s arch. Alexejem Těrechovem projektoval dům ruských profesorů čp. 597 v Rooseveltově ulici s pravoslavným chrámem sv. Mikuláše v Praze 6-Bubenči.
Jeho nejrozsáhlejším projektem byla stavbou městského paláce Akropolis s divadelním sálem na Žižkově, vybudovaný vlastním nákladem v letech 1927 a 1928.
V roce 1937 navrhl a vystavěl kostel Panny Marie Královny míru na Lhotce (Praha 4), čp. 330, Mariánská ulice 37.

## Publikace
- Život národa (1906)
- Velká Praha (1919)